# Еберсбург
Еберсбург (нім. Ebersburg) — сільська громада в Німеччині, знаходиться в землі Гессен. Підпорядковується адміністративному округу Кассель. Входить до складу району Фульда.
Площа — 37,05 км2. Населення становить 4649 ос. (станом на 31 грудня 2020).